# Mesa de los Leones
Mesa de los Leones är en ort i Mexiko, tillhörande Ecatepec de Morelos kommun i delstaten Mexiko. Mesa de los Leoones ligger i den centrala delen av landet och tillhör Mexico Citys storstadsområde. Orten hade 579 invånare vid folkmätningen 2010.